# Alfred Felber
Alfred Felber (19 de septiembre de 1886-10 de abril de 1967) fue un deportista suizo que compitió en remo.
Participó en dos Juegos Olímpicos de Verano en los años 1920 y 1924, obteniendo dos medallas, bronce en Amberes 1920 y oro en París 1924. Ganó cinco medallas en el Campeonato Europeo de Remo entre los años 1912 y 1923.

## Palmarés internacional
| Juegos Olímpicos   | Juegos Olímpicos   | Juegos Olímpicos  | Juegos Olímpicos |
| Año                | Lugar              | Medalla           | Prueba           |
| ------------------ | ------------------ | ----------------- | ---------------- |
| 1920               | Amberes (Bélgica)  | Medalla de bronce | Dos con timonel  |
| 1924               | París (Francia)    | Medalla de oro    | Dos con timonel  |
| Campeonato Europeo |                    |                   |                  |
| Año                | Lugar              | Medalla           | Prueba           |
| 1912               | Ginebra (Suiza)    | Medalla de oro    | Dos con timonel  |
| 1913               | Gante (Bélgica)    | Medalla de plata  | Dos con timonel  |
| 1920               | Mâcon (Francia)    | Medalla de plata  | Dos con timonel  |
| 1922               | Barcelona (España) | Medalla de oro    | Dos con timonel  |
| 1923               | Como (Italia)      | Medalla de oro    | Dos con timonel  |